# Aleko Elisašvili
Aleksandre (Aleko) Elisašvili (Gruzinsko: ალეკო ელისაშვილი), gruzinski politik in novinar, * 17. januar 1978, Tbilisi, Gruzinska SSR, Sovjetska zveza.
Elisašvili je kot novinar delal za Radio Liberty in kasneje za gruzinski TV Kavkaz, TV maestro in Kanal 9. Elisašvili je svojo politično kariero začel kot aktivist. Bil je neodvisni član mestne skupščine Tbilisija do leta 2017, ko je kot neodvisni kandidat kandidiral na volitvah za župana Tbilisija. Osvojil je 69.803 glasov (17,4 %) in zasedel drugo mesto. Je predsednik politične stranke »Aleko Elisašvili - Državljani«. Na volitvah v parlament Gruzije leta 2020 je s svojo stranko dobil 1,33% glasov in 2 sedeža v parlamentu (enega od teh je zasedel sam).
Leta 2022 se je po začetku ruske invazije na Ukrajino za mesec pridružil mednarodni legiji teritorialne obrambe Ukrajine. Sodeloval je v bitki za Irpin.
15. aprila 2024 je med parlamentarnim zasedanjem o ponovnem poksusu sprejetja kontroverznega predloga zakona o »tujih agentih« udaril voditelja večine Mamuka Mdinaradzeja. To je sprožilo večji pretep med poslanci. Zakonu nasprotujejo opozicijske stranke in Evropska unija. Prvi poskus sprejetja 2023 je sprožil množične proteste ter bil označen kot »Ruski zakon«, ki skuša zatreti civilno družbo in utišati disidente. Potezo Elisašvilija so pozitivno sprejeli protestniki pred parlamentom. Sam je po dogodku podal komentar »Ta zakon bi jim morali zabiti v rit« in »Mdinaradze je bil udarjen v (svoj) ruski obraz«. Mdinaradze je napad označil kot »načrtovano, domnevno plačano, provokacijo.«

## Biografija
- Mednarodna legija teritorialne obrambe Ukrajine (2022–2022)
- Stranka Državljani, predsednik (2020–danes)[8]
- Civilno gibanje Gruzije, predsednik (2018–2020)
- Državna komisija za pomilostitev, predsednik (2013–2014)
- Mestna skupščina Tbilisija, neodvisni poslanec z enim mandatom (2014–2017)
- Kavkaz, novinar (2008–2016)
- Maestro, novinar (2007–2009)
- Zveza varuhov Tiflisa, predsednik (2006–2012)
- Channel 9, dopisnik (2004–2007)
- Radio Liberty, novinar (2004–2007)